# کوملیک شمالی (آریزونا)
کوملیک شمالی (به انگلیسی: North Komelik) یک منطقهٔ مسکونی در ایالات متحده آمریکا است که در آریزونا واقع شده‌است. کوملیک شمالی ۴۹۰ متر بالاتر از سطح دریا واقع شده‌است.